# Lingora coomata
Lingora coomata är en nattsländeart som beskrevs av Mosely in Mosely och Douglas E. Kimmins 1953. Lingora coomata ingår i släktet Lingora och familjen Conoesucidae. Inga underarter finns listade i Catalogue of Life.